# Sun Axelsson
Mignon Sun Walheide Axelsson Piper, född Axelsson den 10 augusti 1935 i Göteborg, död 14 januari 2011 i Stockholm, var en svensk författare och översättare. Hon var 1963–1974 gift med den engelske skulptören Michael Piper, född 1921.
Mest berömd är hon kanske för romanen Honungsvargar (1984), som filmatiserades 1990 av Christina Olofson.

## Biografi
Sun Axelsson föddes i Göteborg som yngsta dottern till stadsträdgårdsmästare Karl E. Axelsson och Mignon Axelsson. Hon växte upp i en trävilla i hjärtat av Slottsskogen. Hennes morfar George Runze var professor i filosofi, etik och teologi vid Berlins universitet, och nära vän med Nietzsche, vilken var en av de få som fick besöka denne vid hans dödsbädd i Berlin och mormodern tillhörde en adlig familj, de Grahl. Hennes mormors morfar var enligt utsago Napoleon Bonapartes livmedikus . Axelsson studerade litteraturhistoria vid Stockholms universitet och blev senare lärare och journalist på BLM och Ord & Bild samt flera dags- och kvällstidningar som Expressen, Aftonbladet och Stockholms-Tidningen. 
Axelsson har varit bosatt i Sverige och Grekland men har under långa tider levt i Chile, Spanien och Frankrike; under 1960-talet arbetade hon till exempel vid universitet i Santiago i Chile. Sina intryck från Chile skildrade hon i boken Eldens vagga (1962) medan Stenar i munnen (1969) skildrar vittnesmål från den grekiska befolkningen under juntan, den senare utgiven under pseudonymen Jan Olov Hedlund. Under arbetet med den senare boken blev hon ständigt bevakad av juntans män. Tre gånger blev hon utvisad och hon blev till och med kallad till den ökända tortyrcentralen i Aten för förhör. I Evighetens stränder berättar Axelsson också hur hon efter bästa förmåga hjälpte de grannar på ön Leros som blivit satta i husarrest för sitt motstånd mot diktaturen. Där hade hon tillsammans med sin man skulptören Michael Piper varit bosatt sedan mitten av 1960talet. Motståndshandlingen resulterade en dag i beskedet att de genast måste lämna landet och lämna det hus som de faktiskt var ägare till. Hon befann sig i Chile under militärkuppen 1973 och sammanställde vittnesmål om den i Terrorn i Chile (1974).
Axelsson fick sitt stora genombrott 1978 med den självbiografiska romanen Drömmen om ett liv, som senare ingick i tetralogin Honungsvargar (1984), Nattens årstid (1989) och Evighetens stränder (2001). Drömmen om ett liv utsågs 2022 till årets bok i ”Göteborg läser”.
Axelsson arbetade även för Sveriges Television och gjorde dokumentärer om bland andra Artur Lundkvist och Pablo Neruda. Hon fick flera priser; framförallt har hennes självbiografiska trilogi blivit prisad. Hon deltog i flera poesifestivaler.

### Barn- och ungdomsböcker
- Sagan om en saga / bild: Sven Nordqvist. Stockholm: Carlsen/if. 1987. Libris 7405093. ISBN 9151046687
  -  (på danska) Historien om en historie. København: Carlsen. 1987. Libris 7352679. ISBN 8756235437
  -  (på finska) Satu sadusta. Karkkila: Kustannus-Mäkelä. 1988. Libris 7929542. ISBN 951873139X
  -  (på isländska) Sagan um sögu. Reykjavík: Iðunn. 1987. Libris 1223380
  -  (på nederländska) Het mooiste verhaal. Infodok prentenboek. Leuven: Infodok. 1988. Libris 7583368. ISBN 9065651934
- Lek för ensam hund / bild: Steffen H. Lund. Stockholm: Carlsen/if. 1988. Libris 7405155. ISBN 91-510-4743-8
  -  (på danska) Hund alene hjemme. København: Carlsen. 1988. Libris 7352696. ISBN 87-562-3765-0
- Malvas hemlighet / bild: Peter Johnsson. Stockholm: Carlsen/if. 1991. Libris 7405406. ISBN 9151060736
  -  (på danska) Marits hemmelighed. Bagsværd: Carlsen. 1991. Libris 7352800. ISBN 87-562-5257-9
  -  (på norska) Malvas hemmelighet. Oslo: Carlsen. 1991. Libris 7296797. ISBN 82-424-0281-7

### Samlade upplagor och urval
- (på franska) Au cœur du monde. Poésie sans frontière. Paris: Éd. Saint-Germain-des-prés. 1979. Libris 5157975. ISBN 2-243-00961-7 - Dikturval.
- (på spanska) El hotel de la luz : poemas 1959-1991. Colección Chile en Suecia. Valdivia: Fértil Provincia. 1993. Libris 10658841. ISBN 956-7170-32-0 - Dikturval.
- (på spanska) Linneana y otros poemas. Papeles de Tarazona ; 16. Tarazona: Casa del Traductor. 1999. Libris 2963584 - Dikturval.
- Ett eget liv : en romantrilogi. Stockholm: Bonnier. 2000. Libris 7150309. ISBN 9100571970 - Innehåller: Drömmen om ett liv ; Honungsvargar ; Nattens årstid. Med förord av Karolina Ramqvist.

### Översättningar
- Neruda, Pablo (1961). Den mjuka orkanen : dikter. Stockholm: Bonnier. Libris 10970
- Borges, Jorge Luis (1963). Biblioteket i Babel : en antologi sammanställd ur novellsamlingarna Ficciones och El Aleph / [översättning från spanskan av Sun Axelsson i samarbete med Marina Torres]. Panacheserien, 99-0117874-6. Stockholm: Bonnier. Libris 647210
- Wolff, Egon (1976). Pappersblommor. Stockholm: Kungliga Dramatiska Teatern. Libris 12131310
- Denna stjärna är för oss alla : grekiska dikter / av Anagnostakis, Livaditis, Ritsos ; i översättning av Sun Axelsson och Christos Papas ; med inledning av Bengt Holmqvist.. Stockholm: Norstedt. 1979. Libris 7152942. ISBN 9117917719
- Wolff, Egon (1979). Inkräktarna : ett spel i två akter. Stockholm: Stockholm stadsteater. Libris 12132757
- Piñeyro, Juan Carlos (1983). Den kluvna maskinen = La máquina escindida. Stockholm: Nordan. Libris 7658549. ISBN 91-7702-081-2 - Svensk och spansk parallelltext.
- Churchill, Caryl (1985). Top Girls / översättning: Sun Axelsson och Stig Björkman. Malmö: Malmö stadsteater. Libris 21179393
- Pinter, Harold (1986). Som i Alaska. Stockholm: Kungliga Dramatiska Teatern. Libris 17046668
- Paz, Octavio (1991). Örn eller sol? / översättning och efterskrift av Lasse Söderberg ; kapitlet "Mitt liv med vågen" är översatt av Sun Axelsson. Stockholm: Bromberg. Libris 7652567. ISBN 9176085201
- Pinter, Harold (2005). Nio gånger Pinter. Stockholm: Ersatz. Libris 10006876. ISBN 9188858197 - Medverkar som översättare.
- Borges, Jorge Luis (2007). Fiktioner. Klassiker (Bonnier), 99-2382029-7. Stockholm: Bonnier. Libris 10247078. ISBN 9789100114169
- Borges, Jorge Luis (2011). Alefen. Klassiker / Albert Bonniers förlag. Stockholm: Bonnier pocket. Libris 12147470. ISBN 9789174291919
- Borges, Jorge Luis (2017). Jorge Luis Borges : 1923-1944. 1. Stockholm: Bokförlaget Tranan. Libris 20217411. ISBN 9789188253170 - Medverkar som översättare.
- Borges, Jorge Luis (2019). Jorge Luis Borges : 1945-1970. 2. Stockholm: Bokförlaget Tranan. Libris 22527339. ISBN 9789188253521 - Medverkar som översättare.

### Redaktör
- Bevingade lejon : 11 chilenska poeter i översättning  : en antologi / sammanställd av Sun Axelsson. Stockholm: Bonnier. 1991. Libris 7148726. ISBN 9100552607
- Terrorn i Chile / vittnesmål sammanställda av Sun Axelsson ... ; med förord av Harald Edelstam och politisk analys av Raúl Silva C.. Tema. Stockholm: Rabén & Sjögren. 1974. Libris 7232898. ISBN 9129422418
  -  (på engelska) Evidence on the terror in Chile : report. London: Merlin. 1974. Libris 250738
  -  (på franska) Chili : le dossier noir. Collection Témoins, 99-0103018-8. Paris: Gallimard. 1974. Libris 106381

## Filmmanus
- 1979 – Gå på vattnet om du kan

## Priser och utmärkelser
- 1962 – Boklotteriets stipendiat
- 1964 – Albert Bonniers stipendiefond för yngre och nyare författare
- 1964 – Boklotteriets stipendiat
- 1969 – Litteraturfrämjandets stipendiat
- 1978 – BMF-plaketten för Drömmen om ett liv
- 1979 – Signe Ekblad-Eldhs pris
- 1984 – BMF-plaketten för Honungsvargar
- 1984 – Svenska Dagbladets litteraturpris för Honungsvargar
- 1986 – Sixten Heymans pris
- 1989 – Göteborgs-Postens litteraturpris
- 1991 – ABF:s litteratur- & konststipendium
- 2022 - Årets bok i ”Göteborg läser ”